# Copamiento del Batallón de Arsenales 121
El copamiento del Batallón de Arsenales 121 "San Lorenzo" (B Ars 121) fue una acción del Ejército Revolucionario del Pueblo (ERP) contra esa unidad táctica del Ejército Argentino con asiento de paz en la localidad de Fray Luis Beltrán, provincia de Santa Fe, el 13 de abril de 1975.

## Antecedentes
En la Argentina gobernaba la presidenta María Estela Martínez de Perón después del fallecimiento del teniente general Juan Domingo Perón. El Batallón de Arsenales 121 (B Ars 121) con asiento de paz en la localidad de Fray Luis Beltrán, a 23 km de Rosario, provincia de Santa Fe, y con dependencia orgánica del II Cuerpo de Ejército.

## El copamiento
En el cuartel militar de Fray Luis Beltrán el 13 de abril de 1975 la Compañía "Combate de San Lorenzo" del ERP tomó control del B Ars 121. Un soldado militante del ERP facilitó el ingreso. Los guerrilleros tomaron gran cantidad de fusiles FN FAL 7,62 mm, ametralladoras FN MAG 7,62 mm, pistolas 11,25 mm y su correspondiente munición. Al mismo tiempo coparon la comisaría local y la estación ferroviaria. Fue producido entonces un tiroteo donde murió el jefe de la unidad, coronel Arturo Horacio Carpani Costa, y un cabo de ejército, y quedaron otros seis militares heridos. Del lado del ERP murieron dos guerrilleros. Con el armamento cargado en camiones partieron.

## Consecuencias
El coronel Carpani Costa caído en defensa de la unidad fue ascendido a general de brigada post mortem.